# Lukov (Eslováquia)
Lukov é um município da Eslováquia, situado no distrito de Bardejov, na região de Prešov. Tem 28,59 km² de área e sua população em 2018 foi estimada em 644 habitantes.

## Demografia
| Ano:        | 1994 | 2004    | 2014   | 2024   |
| ----------- | ---- | ------- | ------ | ------ |
| Broj ljudi: | 454  | 576     | 618    | 663    |
| Razlika:    |      | +26,87% | +7,29% | +7,28% |

| Ano:               | 2023 | 2024   |
| ------------------ | ---- | ------ |
| Número de pessoas: | 649  | 663    |
| Diferença:         |      | +2,15% |